# Helvetesänglarna slår till igen
Helvetesänglarna slår till igen (originaltitel: Hells Angels on Wheels) är en amerikansk långfilm från 1967 som regisserades av Richard Rush.

## Handling
Poet jobbar på en bensinstation och blir överlycklig då han får bli medlem i Hells Angels. Men han blir chockad då han inser hur brutala de är - inte ens mord är tabu för dem!
Snart blir ledarens flickvän förälskad i Poet, och han uppmuntrar hennes närmanden. Deras förhållande leder till att Poet hamnar i trubbel

## Rollista i urval
- Adam Roarke - Buddy
- Jack Nicholson - Poet
- Sabrina Scharf - Shill
- Jana Taylor - Abigail
- John Garwood - Jocko
- James Oliver - Darrell "Gypsy" Whitman